# فیلیپ سلون
فیلیپ سلون (انگلیسی: Philip Slone؛ ۲۰ ژانویهٔ ۱۹۰۷ – ۴ نوامبر ۲۰۰۳) یک بازیکن فوتبال اهل ایالات متحده آمریکا بود.
وی همچنین در تیم ملی فوتبال ایالات متحده آمریکا بازی کرده‌است.